# Comando de Operaciones Especiales de la Fuerza Aérea
El Comando de Operaciones Especiales de la Fuerza Aérea, (en inglés: Air Force Special Operations Command (AFSOC)), tiene su base principal en la Base Aérea Hulburt en Florida, este comando es uno de los más importantes de la Fuerza Aérea de los Estados Unidos, ya que, las operaciones especiales son muy importantes en un escenario bélico, esta unidad además pertenece al  Mando de Operaciones Especiales de Estados Unidos(SOCOM) que agrupa a todos las unidades de fuerzas especiales de las fuerzas armadas estadounidenses. El comandante del AFSOC (por sus siglas en inglés) es el teniente general Donald C. Wurster, este comando proporciona despliegue de fuerzas de operaciones especiales a lo largo de todo el mundo; por este motivo esta unidad es integrada por aviadores y soldados altamente entrenados y especializados, además de contar con aeronaves y armas de última generación. Estas fuerzas de operaciones especiales que tienen un carácter de movilización a nivel mundial, proporciona a la USAF misiones de aplicación de precisión, potencia de fuego, infiltración a naciones extranjeras, exfiltración, reaprovisionamiento y reabastecimiento de combustible.

## Organización
- 23.ª Fuerza Aérea, Cuartel General Base Aérea Hurlburt, Florida.
  - 623.º Centro de Operaciones Aéreas y Espaciales.
  - 11.º Escuadrón de Inteligencia.
  - 18.º Escuadrón Aéreo de Pruebas.

- 1.ª Ala de Operaciones Especiales, Base Aérea Hurlburt, Florida.
- 27.ª Ala de Operaciones Especiales, Base Aérea Cannon AFB, Nuevo México.
- 352.º Grupo de Operaciones Especiales, Base Aérea RAF Mildenhall, Reino Unido.
- 353.º Grupo de Operaciones Especiales, Base Aérea Kadena, Japón.
- 720.º Grupo de Tácticas Especiales, Base Aérea Hulburt, Florida.
- Escuela de Operaciones Especiales de la Fuerza Aérea de Estados Unidos, Base Aérea Hulburt, Florida.
- Centro de Entrenamiento de Operaciones Especiales de la Fuerza Aérea de Estados Unidos, Base Aérea Hulburt, Florida.
- Escuadrón de Entrenamiento de Tácticas Especiales, Base Aérea Hulburt, Florida.

### Unidades de la Guardia Aérea Nacional
- 123.º Escuadrón de Tácticas Especiales, Guardia Aérea Nacional del Estado de Kentucky.
- 125.º Escuadrón de Tácticas Especiales, Guardia Aérea Nacional del Estado de Oregón.
- 193.ª Ala de Operaciones Especiales, Guardia Aérea Nacional del Estado de Pensilvania.
- 209.º Escuadrón de Ingenieros Civiles, Guardia Aérea Nacional del Estado de Misisipi.
- 280.º Escuadrón de Comunicaciones de Combate, Guardia Aérea Nacional del Estado de Alabama.
- 107.º Tiempo de Vuelo.
- 146.º Tiempo de Vuelo.
- 181.º Tiempo de Vuelo.
- 919.ª Ala de Operaciones Especiales, Base Aérea Duke, Florida.

## Personal
El Comando de Operaciones Especiales de la Fuerza Aérea cuenta con aproximadamente 12 900 efectivos, que se dividen en personal de Reserva de la Fuerza Aérea, la Guardia Nacional Aérea y personal civil.

## Unidades
- CV-22.
- C-130 (en muchas variantes H, U, E, P Y W)
- C-47T.
- UH-1.
- CN-235.
- An-26.
- U-28.
- CASA 212.
- MQ-1A / B Predator (aeronaves no tripuladas).
- Mi-17.